# Denis Ségui Kragbé
Pour les articles homonymes, voir Kragbé.
Denis Ségui Kragbé, né le 10 avril 1938 à Sassandra et mort le 4 juillet 1998 dans la même ville, est un athlète ivoirien.

## Biographie
Denis Ségui Kragbé entretient une rivalité sportive au niveau continental avec le Malien Namakoro Niaré. 
Il est médaillé de bronze du lancer du poids aux Jeux de l'Amitié de 1961 à Abidjan et médaillé de bronze du lancer du disque aux Jeux de l'Amitié de 1963 à Dakar.
Il est médaillé d'or du lancer du poids et médaillé d'argent du lancer du disque lors des Jeux africains de 1965 à Brazzaville. Il est médaillé de bronze du lancer du disque lors des Jeux africains de 1973 à Lagos.
Il participe également aux Jeux olympiques d'été de 1964 et aux Jeux olympiques d'été de 1968.